# Yablochkov (cráter)
Yablochkov es un cráter de impacto considerablemente erosionado que se encuentra en el hemisferio norte de la cara oculta de la Luna. Se halla prácticamente al sur de la gran llanura amurallada del cráter Schwarzschild.
|  |

Tanto el borde como el interior de este elemento han sido muy dañados por impactos posteriores, dejando una formación que es poco más que una depresión rugosa sobre la superficie. El más notable de los impactos próximos es Yablochkov U. Impactos más pequeños se sitúan sobre los bordes norte y sur. Una depresión similar a un cráter ocupa la pared interior sureste y el suelo está marcado por varios cráteres pequeños.

## Cráteres satélite
Por convención estos elementos son identificados en los mapas lunares poniendo la letra en el lado del punto medio del cráter que está más cerca de Yablochkov.
|            | \| Yablochkov \| Coordenadas \| Diámetro \| \| ---------- \| ------------------------------ \| -------- \| \| U \| 61°54′N 120°48′E / 61.9, 120.8 \| 30 km \| |          |
| Yablochkov | Coordenadas | Diámetro |
| U          | 61°54′N 120°48′E / 61.9, 120.8 | 30 km    |